# Francisco J. Serrano
Francisco J. Serrano y Alvarez de la Rosa (* 12. März 1900 in Mexiko-Stadt; † 3. Dezember 1982 ebenda) war ein mexikanischer Bauingenieur und Architekt.
Serrano studierte Bauingenieurwesen und anschließend Architektur an der Universidad Nacional Autónoma de México (UNAM). Er war viele Jahre Professor für Bauingenieurwesen und Architektur an der UNAM und erforschte dort unter anderem auch die Auswirkungen klimatischer Phänomene auf die Architektur. Sein Sohn J. Francisco Serrano Cacho ist ebenfalls Architekt.